# Nindorf (bei Hohenwestedt)
Nindorf település Németországban, Schleswig-Holstein tartományban. Lakosainak száma 632 fő (2023. december 31.).

## Népesség
A település népességének változása:
| Lakosok száma | 527  | 592  | 610  | 638  | 648  | 632  |
|               | 1975 | 2017 | 2019 | 2021 | 2022 | 2023 |